# Бэрд, Барбара
Барбара Бэрд (англ. Barbara Ann Baird, род. 1951) — американский клеточный биолог и биофизик. Исследование Бэрд изучает передачу сигналов в клетках, опосредованную рецепторами, в том числе то, как клеточные мембраны участвуют в нацеливании/регулировании сигнальных путей. 

## Образование и карьера
Бэрд получила степень бакалавра наук по химии в Нокс-колледже, который окончила в 1973 году. Она получила докторскую степень по этому предмету в Корнеллском университете, где позже стала профессором Горация Уайта. Она была научным сотрудником Дэймона Раньона в Национальном институте онкологии.

## Почести
Бэрд была удостоена стипендии Гуггенхайма в 1993 году и является членом Американской ассоциации содействия развитию науки (2006) и Американской академии искусств и наук (2008).